# Av. 68 - Calle 42 Sur (estación)
La estación sencilla Calle 42 Sur hará parte del sistema de transporte masivo de Bogotá, TransMilenio, inaugurado en el año 2000.

## Ubicación
La estación está ubicada específicamente sobre la Avenida Carrera 68 entre calle 42 Sur y calle 43 Sur.
Atenderá la demanda de los barrios Alquería, Alquería La Fragua II y sus alrededores. En las cercanías se encuentra el Parque La Alquería.

## Origen del nombre
La estación no cuenta aún con un nombre oficial, sin embargo, provisionalmente y durante la etapa de construcción se le asigna un nombre provisional relacionado con la nomenclatura de las vías más cercanas o que servirán de acceso a la misma. Previo a la puesta en funcionamiento de la troncal, se realizó un proceso de selección del nombre con la comunidad para generar apropiación del sistema.

## Historia
En noviembre de 2018 se anunció el convenio de financiación entre el Gobierno Nacional y el Distrito que asegura los recursos para la construcción de las troncales de la avenida Ciudad de Cali y la avenida Congreso Eucarístico. En octubre de 2019 se inició el proceso de licitación para diseñar y construir esta troncal, y finalmente, el 23 de enero de 2020 se adjudicó la construcción de esta troncal. El acta de inicio fue firmada a finales de junio del mismo año.

## Servicios de la estación

### Esquema
| ← Norte         |               |               |
| Calle 42 Sur    | sin servicios | sin servicios |
| En construcción | Vagón 2       | Vagón 1       |
| Calle 42 Sur    | sin servicios | sin servicios |
| Sur →           |               |               |

### Servicios urbanos
Así mismo funcionan las siguientes rutas urbanas del SITP en los costados externos a la estación, circulando por los carriles de tráfico mixto sobre la Avenida Carrera 68, con posibilidad de trasbordo usando la tarjeta TuLlave:
| Código | Sector                      | Dirección          | Rutas                                        |
| ------ | --------------------------- | ------------------ | -------------------------------------------- |
| 002A09 | G Br. Alquería              | AK 68 - CL 42A Sur | A610A633C705K505K627K721K724 143 661 E44     |
| 002B09 | G Br. Alquería              | AK 68 - CL 42A Sur | A506A611D630K317 39                          |
| 002C09 | G Br. Alquería              | AK 68 - CL 42B Sur | A606D607F733 577 953 C101                    |
| 001A09 | G Br. Alquería La Fragua II | AK 68 - CL 39I Sur | G505H607H610H627H633H721H724 143 661 E44     |
| 001B09 | G Br. Alquería La Fragua II | AK 68 - CL 39G Sur | G506H317H606H611H630H705H733 39 577 953 C101 |

## Ubicación geográfica
| Noroeste: Kennedy   | Norte: Kennedy  | Nordeste: N Calle 40 Sur |
| Oeste: Kennedy      |                 | Este: Puente Aranda      |
| Suroeste: G Venecia | Sur: Tunjuelito | Sureste: G Alquería      |